# يو تي في مويشن بيكتشرز
يو تي في مويشن بيكتشرز (بالإنجليزية: UTV Motion Pictures)‏ هي شركة مختصة في الإنتاج السمعي البصري والاتصالات، ومن أنشطتها الأولية إنتاج الأفلام والرسوم المتحركة في الهند والعالم، وتعتبر من الشركات الرائدة في مجال الإنتاج والتسويق والتوزيع وأيضا منح التراخيص الخاصة بحقوق الطبع والنشر في مختلف أنحاء العالم.
وفقا لمصادر موثوقة فإن UTV تعتبر الشركة الرائدة في جلب الأفلام الهندية للجمهور العالمي وخلال العقد الماضي في السينما الهندية شهدت يو تي في السينمائية تقديم بعض الأفلام الأكثر شهرة. كما تم اختيار الأفلام يو تي في موشن بيكتشرز لتمثيل الهند في حفل توزيع جوائز الأكاديمية، كما أصبحت UTV واحدة من عدد قليل من الاستوديوهات التي تعطي اهتماما كبيرا بأفلام الرسوم المتحركة والتي لها 70 فيلما كارتونيا في خزانتها.

## وصلات خارجية
- يو تي في مويشن بيكتشرز على موقع IMDb (الإنجليزية)
- الموقع الرسمي